# Semiothisa disceptata
Semiothisa disceptata är en fjärilsart som beskrevs av Walker 1861. Semiothisa disceptata ingår i släktet Semiothisa och familjen mätare. Inga underarter finns listade i Catalogue of Life.